# Meimei Bastos
Meimei Camila Silveira Alves Bastos (Ceilândia, 14 de agosto de 1991) é uma poeta, atriz e arte-educadora brasileira.
Nascida em Ceilândia, Distrito Federal, estudou Artes Cênicas na Universidade de Brasília. Atuou nos movimentos sociais, promovendo saraus, cineclubes, oficinas de escrita e debates. Participou da antologia Mulher Quebrada, com outras autoras como Julia Nara e Larissa Verônica, integrantes do coletivo Frente Feminista, atualmente é conselheira cultural de Samambaia onde mora.
Venceu em 2015 a primeira edição do Slam das Minas do Distrito Federal. Participou da Festa Literária Internacional de Paraty em 2018. Recebeu da Secretaria de Estado e Cultura do Distrito Federal o prêmio Cultura e Cidadania, na categoria Equidade de Gênero.  
Sua poesia é marcada pela experiências da violência de gênero, formadora de uma consciência feminista construída sem leituras teóricas.

## Obras
- 2017 - Um Verso e Mei (Ed. Malê)